# Some Kind of Monster (песня)
«Some Kind of Monster» (с англ. — «Некое подобие монстра») — песня американской рок-группы Metallica. Четвёртый сингл с восьмого студийного альбома St. Anger, выпущенный 13 июля 2004. «Some Kind of Monster» была номинирован на премию «Грэмми» за лучшее хард-рок-исполнение в 2005 году, но проиграл песне «Slither» группы Velvet Revolver.
Документальный фильм «Some Kind of Monster» был выпущен в 2004 году, а песня «Some Kind of Monster» была включена в саундтрек к этому фильму наряду с некоторыми другими песнями.

## Информация
Название «Some Kind of Monster» придумал вокалист Джеймс Хетфилд, который описал лирику Боба Рока о Франкенштейне или «неком подобии монстра». Таким образом, данное название подошло и для документального фильма 2004 года «Some Kind of Monster», который показывал запись альбома St. Anger и суматоху, окружающую её. Хетфилд ранее описывал сущность группы Metallica — бремя славы и жизни в целом — как монструозное. Особенностью данной композиции является речетативный, полу-рэповый вокал.
Сочинение и запись песни подробно показаны в одноимённом фильме. Она была одной из первых песен, написанных для альбома. Позже была выпущена как последний сингл и последний видеоклип с альбома. Версия для радио значительно короче альбомной. Видео содержит кадры со старых концертов Metallica, а также исполнение песни в штаб-квартире Metallica в Сан-Франциско, которое полностью включено в DVD St. Anger. В некоторых регионах (например, в США) сингл был снабжен футболкой с изображением обложки.
На DVD-дисках документального фильма есть пара разделов, озаглавленных «Tough Riff», в которых Хэтфилд показывает один из главных рифов песни Кирку Хэмметту, у которого возникли проблемы с его исполнением.

## Список песен
Все живые записи сделаны на концерте 11 июня 2003 года в Париже.
| №  | Название                      | Автор(ы)                         | Длительность |
| -- | ----------------------------- | -------------------------------- | ------------ |
| 1. | «Some Kind of Monster»        | Хэтфилд, Ульрих, Хэмметт, Рок    | 8:27         |
| 2. | «The Four Horsemen» (Live)    | Хэтфилд, Ульрих, Мастейн         | 5:21         |
| 3. | «Damage Inc» (Live)           | Хэтфилд, Ульрих, Бёртон, Хэмметт | 5:00         |
| 4. | «Leper Messiah» (Live)        | Хэтфилд, Ульрих                  | 5:56         |
| 5. | «Motorbreath» (Live)          | Хэтфилд                          | 3:20         |
| 6. | «Ride the Lightning» (Live)   | Хэтфилд, Ульрих, Бёртон, Мастейн | 6:41         |
| 7. | «Hit the Lights» (Live)       | Хэтфилд, Ульрих                  | 4:14         |
| 8. | «Some Kind of Monster» (Edit) | Хэтфилд, Ульрих, Хэмметт, Рок    | 4:16         |

## Участники записи
- Джеймс Хетфилд — вокал, ритм-гитара
- Кирк Хэмметт — соло-гитара, бэк-вокал (на треках 1—7)
- Роберт Трухильо — бас-гитара, бэк-вокал (на треках 2—7)
- Ларс Ульрих — барабаны
- Боб Рок — бас-гитара (на треках 1 и 8)

## Чарты
| Чарты (2004)        | Высшая позиция |
| ------------------- | -------------- |
| Billboard 200       | 37             |
| Top Canadian Albums | 8              |
| Top Soundtracks     | 4              |